# 渋谷愛奈美
渋谷 愛奈美（しぶや もなみ、 1976年2月14日- ）は、日本のフリーアナウンサー。埼玉県出身。高校から札幌市在住。血液型はB型。星座はみずがめ座。ニックネームはモナミン。

## 人物
第80代ランラン号キャスタードライバーからキャリアをスタートし、STVラジオを中心に出演している。STVラジオ出演時は、「渋谷もなみ」名義で出演。
2015年、SSI認定日本酒ナビゲーター取得。趣味は食べ歩き。特技はカラオケ。演歌からアニメソングまでリパートリーは広く、門倉有希の「J」を歌うコンテストで北海道代表に選ばれ、全国大会で2位になった。
既婚、1児あり。

## 出演
- 牧やすまさ 路地裏のスピリッツ（2018.4.2 -　木曜日のみ出演）
- アイヌ語ラジオ講座（生徒役の一人として出演。日曜7:00-7:15。再放送：土曜23:00-23:15）
- サタデーインフォメーション
- 島本和彦のZEKKYO大学（ネット配信、アシスタント）

### 過去の出演
- 第80代ランラン号キャスタードライバー（STVラジオ）
- 喜瀬ひろしのぞっこん！どんと歌謡曲（アシスタント、STVラジオ）
- 千ちゃん・もなみのぞっこん！Sports & Music（STVラジオ）
- オハヨー!ほっかいどう（木曜・金曜アシスタント、2007年10月 - 、STVラジオ）
- ヒートアップミュージック（土曜・日曜パーソナリティ、STVラジオ）
- ウイークエンドバラエティ 日高晤郎ショー「素晴らしきかな北の風景」（リポーター、STVラジオ）
- 島本和彦のマンガチックにいこう!（アシスタント、2004年3月27日 - 2005年10月29日・2006年2月4日 - 2007年9月29日、STVラジオ）
  - サウンドプラントスペシャル『島本和彦のマンガチックにいこう!リターンズ』（2023年2月5日、STVラジオ）
- お目覚めミュージック（STVラジオ）
- ぞっこん!ファイターズ（メインパーソナリティ、2012年4月 - 2015年3月 STVラジオ）
- 吉川のりおの聞いてナットクのりのりラジオ（2014年4月～2016年3月、月曜-金曜15:00-18:00）
- まるごと!エンタメ〜ション
  - 2021年8月27日MC代役
  - ようじのぢかん 1月第4週 (2023年1月23日-2023年1月27日)